# Julián Garcés
Julián Garcés, aussi connue sous le nom de Pablo Pastells, né en 1452 à Munébrega, Royaume d'Aragon et décédé le 7 décembre 1542 à Tlaxcala en Nouvelle-Espagne est un prêtre dominicain espagnol missionnaire et évêque. 

## Biographie
Entré chez les Dominicains il fait profession dans le couvent de Calatayud. Après des études à l'université de Salamanque et de Paris, il devient professeur de théologie à Saragosse. Il devient provincial des Dominicains de la province d'Aragon. Il est un temps prédicateur à la cour de Charles Quint. Apprécié par le roi celui-ci souhaite qu'il devienne évêque dans un des nouveaux diocèses de Nouvelle-Espagne. En 1519, sur recommandation du roi, le Pape le nomme évêque du Yucatán. En 1525, le pape Clément VII le nomme évêque de Tlaxcala. Et ce sera dans ce diocèse qu'il laissera son empreinte.
C'est lui qui choisit la ville de Tlaxcala comme siège de son nouvel évêché. Malgré un âge avancé, il a 73 ans, il fait le voyage depuis l'Espagne vers l'Amérique. Ce voyage dure deux années. Arrivé au Mexique il se distingue par son action sociale et humanitaire à l'égard de la population indigène. Il fait construire un hôpital. Il suit la construction de la cathédrale qui prendra le nom de cathédrale de Puebla de los Ángeles, qui donnera aussi son nom au diocèse. Lui-même meurt à près de 90 ans du paludisme. 
De lui ont été conservés des sermons et quantité de documents relatifs à la fondation du diocèse de Tlaxcala.

## Crédit d'auteurs
- (en) Cet article est partiellement ou en totalité issu de l’article de Wikipédia en anglais intitulé « Julián Garcés » (voir la liste des auteurs).